# Am Anschlag
Am Anschlag ist eine Ortslage im Norden der bergischen Großstadt Wuppertal.

## Lage und Beschreibung
Die Ortslage liegt auf einer Höhe von 283 m ü. NHN an der Hainstraße in der Mitte des Wohnquartiers Nevigeser Straße im Stadtbezirk Uellendahl-Katernberg. Die Ortslage ist heute von geschlossener Wohnbebauung umgeben, eine benachbarte Neubausiedlung bekam die Straßenanschrift Am Anschlag. Südlich liegt der Friedhof Bredtchen des Evangelischen Friedhofsverbands Elberfeld, nördlich befindet sich der markante Wasserturm Atadösken.

## Geschichte
Die Ortslage ist aus einem Kotten hervorgegangen, der bereits als der tolle anschlag auf der Topographia Ducatus Montani des Erich Philipp Ploennies aus dem Jahre 1715 verzeichnet ist. Durch Am Anschlag verlief auch vor dem Bau der Nevigeser Straße als Chaussee (1833 bis 1835) die alte Hauptstraße zwischen Elberfeld und Hardenberg, heute die Hainstraße. Der Name weist auf eine Zollstation mit Schlagbaum (tolle anschlag = Zoll erheben im Sinne von Straßenmaut) auf der Altstraße zwischen dem bergischen Amt Elberfeld und der Herrschaft Hardenberg hin, deren gemeinsame Grenze nur wenige hundert Meter weiter nördlich verlief. 
Am 17. April 1801 hat die Firma Wilhelm Ruckert, Haarhaus und Kons. einen Mutschein zum Betrieb eines Eisenbergwerks erhalten. Es ist aber unklar, ob hier auch Erz gefördert wurde.
1815/16 werden 62 Einwohner gezählt. 1832 gehörte Am Anschlag zur Katernberger Rotte des ländlichen Außenbezirks des Kirchspiels und der Stadt Elberfeld. Der laut der Statistik und Topographie des Regierungsbezirks Düsseldorf  als Kotten kategorisierte Ort besaß zu dieser Zeit zwei Wohnhäuser und vier landwirtschaftliche Gebäude. Zu dieser Zeit lebten 30 Einwohner im Ort, davon einer katholischen und 29 evangelischen Glaubens.
Im 20. Jahrhundert verlor die Ortslage sukzessive ihre Eigenständigkeit und ist heute Teil einer geschlossenen Wohnbebauung, die den Namen Am Bredtchen trägt.